# Brandhorn (Steinernes Meer)
Das Brandhorn ist ein 2610 m ü. A. hoher Berg in den Berchtesgadener Alpen im österreichischen Land Salzburg. Es liegt im Südosten des Steinernen Meeres, am Übergang zum Hochkönig. Nach Selbhorn (2655 m) und Schönfeldspitze (2653 m) ist das Brandhorn der dritthöchste Gipfel im Steinernen Meer.

## Zustiege
Der Verbindungsweg vom Riemannhaus zum Matrashaus – und damit der E4 alpin – führt über das Brandhorn. Schwierigkeitsgrad I–II, Gehzeit 10–12 Stunden.
Weitere Gipfelzustiege:
- Von der Eckberthütte über Bohlensteig und Torscharte, I–II, teilweise gesichert, 4 Stunden
- Vom Steinhütterl über die Mauerscharte und das Alpriedelhorn, weglos, 3½ Stunden
- Von Hinterthal über Torscharte